# Districte de Mecula
El districte de Mecula és un districte de Moçambic, situat a la província de Niassa. Té una superfície de 18.153 kilòmetres quadrats. En 2007 comptava amb una població de 13.779 habitants. Al seu territori hi ha la Reserva Nacional de Niassa. Limita al nord amb la República de Tanzània, a l'oest amb el districte de Mavago, al sud amb el districte de Marrupa, i a l'est amb el districte de Mueda de la província de Cabo Delgado.

## Divisió administrativa
El districte està dividit en dos postos administrativos (Matondovela i Mecula), compostos per les següents localitats:
- Posto Administrativo de Matondovela:
  - Matondovela
- Posto Administrativo de Mecula:
  - Gomba e
  - Mbamba